# Csőanemónák
A csőanemónák (Ceriantharia) a virágállatok (Anthozoa) osztályába és a hatosztatú virágállatok (Hexacorallia) alosztályába tartozó rend.

## Rendszerezés
A rendbe az alábbi 2 alrend és 3 család tartozik:
- Penicilaria Hartog, 1977
  - Arachnactidae McMurrich, 1910
- Spirularia Hartog, 1977
  - Botrucnidiferidae Carlgren, 1912
  - Cerianthidae Milne Edwards & Haime, 1852